# Clash Royale
Clash Royale és un videojoc P2F d'estratègia en temps real contra altres jugadors online per a mòbils, desenvolupat i publicat per Supercell. El joc combina elements de jocs de cartes col·leccionables, de Tower Defense i de MOBAs. Es va llançar globalment per a iOS i Android el 3 de març de 2016.

## Joc
El joc es juga per telèfon mòbil o bé, per un emulador en l'ordinador. Clash Royale és basa en una classificació per copes. Cada usuari que guanya una partida, s'emporta unes certes copes (en cas d'empat no se n'emporta cap), depenent de si hi ha molta diferència entre un jugador i un altre hom s'emporta entre 14 copes o 36. No obstant, si perd la partida també perd les copes. La fórmula és la mateixa que quan es guanyen copes.
Els jugadors també tenen un nivell d'usuari, igual com les cartes que es poden millorar. El nivell màxim és el nivell 14. Un cop s'arriba al màxim nivell, tant de jugador com de la carta, es rep un extra d'experiència per poder posar complements d'imatge a la carta corresponent.
La batalla se situa en un camp o arena, on hi ha dos ponts que separen les tres torres de cada jugador. El jugador que guanya es el que ha destruït més torres o bé, ha destruït la torre principal o la torre del Rei, que atorga les tres corones i la victòria automàticament (per arribar a la torre central normalment cal destruir una torre lateral primer). Al començament de cada partida, tots dos jugadors se'ls dona una "mà" amb quatre cartes possibles per tirar (la baralla és de vuit cartes triades pel jugador). Les cartes poden ser utilitzades per atacar i defensar. Per jugar amb les cartes, el jugador ha de tenir "l'elixir" que demana la carta (1,2,3,4,5,6,7,8,9 i 10 que és el màxim), cada dos segons es recarrega 1 "gota" d'elixir. Una vegada que es col·loca una carta, una nova carta de la baralla apareix a la mà. Es desbloqueja cada camp amb les copes corresponents que tens al marcador.
Hi ha 15 nivells:
1. Entrenament
2. Arena 1 - Estadio Duende - 0 copes.
3. Arena 2 - Foso de Huesos - 300 copes.
4. Arena 3 - Coliseo Bárbaro - 600 copes.
5. Arena 4 - Fuerte del PEKKA - 1000 copes.
6. Arena 5 - Valle de Hechizos - 1300 copes.
7. Arena 6 - Taller del Constructor - 1600 copes.
8. Arena 7 - Arena Real - 2000 copes.
9. Arena 8 - Pico Helado - 2300 copes.
10. Arena 9 - Arena Selvática - 2600 copes.
11. Arena 10 - Montepuerco - 3000 copes.
12. Arena 11 - Electrovalle - 3300 copes.
13. Arena 12 - Pueblo Espeluznante - 3600 copes.
14. Arena 13 - Escondite de los pillos - 4200 copes
15. Arena 14 - Pico sereno -4600 copes
16. Arena 15 - Arena Legendaria - 5000 copes.

A partir de 5000 copes hi ha diferents lligues, com més copes es tenen, més premis s'obtenen, i s'ascendeix de lliga. Les lligues són les següents:
1. Combatientes I - 5000 copes.
2. Combatientes II - 5300 copes.
3. Combatientes III - 5600 copes.
4. Maestros I - 6000 copes.
5. Maestros II - 6300 copes.
6. Maestros III - 6600 copes.
7. Campeones - 7000 copes.
8. Grandes Campeones - 7300 copes.
9. Campeones nobles - 7600
10. Campeones definitivos - 8000 copes.

## Llançament
El joc va ser llançat al Canadà, Hong Kong, Austràlia, Suècia, Noruega, Dinamarca, Islàndia, Finlàndia i Nova Zelanda per a les plataformes iOS, el 4 de gener de 2016. El joc va ser llançat en Android per aquests mateixos països el 16 de febrer de 2016 en format d'un Apk. Les dues plataformes van rebre un llançament mundial el 2 de març de 2016.
Després del seu llançament, Clash Royale es va convertir en l'aplicació més descarregada i amb major recaptació als EUA, en App Store i iOS.

## Cartes
Les cartes es divideixen en 5 categories segons la dificultat d'aconseguir-les. Hi ha un total de 106 cartes.

## Cofres
Hi ha un total de 15 cofres diferent: 9 es poden aconseguir jugant partides, 3 es poden comprar a la tenda amb gemmes, 1 s'aconsegueix a tornejos del mateix joc, 1 arribant des de 1r fins a 4t lloc a la guerra de clans i 1 amb corona guanyada a les partides. Cadascun te un temps d'espera diferent per poder obrir-lo

## El P2W
Tot i que és un joc P2F, ha rebut moltes crítiques per ser un joc P2W, amb elements quasi impossible d'aconseguir sense pagar, com les evolucions.

## Altres dades d'interès[calcitació][7]
La comunitat "clasher" organitzada més gran d'Europa és la Federació Catalana de Clash Royale o "FCCR", fundada el 6 de febrer de 2017 pels principals clans catalans d'aquest joc. La componen mes de 200 clans registrats i mes de 10000 jugadors, i cada cop mes, que s'organitzen i es distribueixen les diferents tasques, d'una manera completament altruista, per dur a terme torneigs, lligues i d'altres sistemes d'entreteniment per a aquest joc, amb la finalitat de fomentar l'amistat, la responsabilitat i el joc net, en un entorn segur i controlat, baix l'eslògan "NoTenimCounter". També hi formen part diferents organitzacions gamers i youtubers catalans/es com ara Gaming.cat, o Youtubers.cat entre d'altres, amb qui es duen a terme diferents projectes i moviments socials en punts del territori català, com ara a l'Hospital Maternoinfantil Sant Joan de Déu de Barcelona.
La major part dels clans catalans s'agrupen a la ubicació del joc "Montserrat", que tot i que fa referència a una illa del Carib, és el nom on millor troben la seva ubicació, alguns dels jugadors catalans.